# Marcus Lewis
Marcus Dwain Lewis (Long Beach, California, 5 de agosto de 1986) es un exjugador de baloncesto estadounidense. Con 2.03 de estatura, su puesto natural en la cancha era el de pívot.

## Trayectoria
La carrera de Marcus Lewis arranca en la Universidad de Portland. A lo largo de sus cuatro temporadas en NCAA sus números siempre han ido en progresión y muy cercanos a las dobles figuras.
En su última temporada en la liga universitaria (2008/09), promedia 13,3 puntos y 7,2 rebotes en un total de 31 encuentros disputados. Terminada la etapa universitaria, recala en la D-League, de la mano de los Tulsa 66ers, equipo en el que militará durante dos temporadas y media y donde, además, continuará mejorando su juego y sus números.
En la temporada 2011/2012, consigue 15,1 puntos de media y 12,7 rebotes por encuentro. Unas cifras que le permiten dar el salto a Europa. Pero además, de estos dos equipos, Marcus Lewis ha participado en la summer league con Oklahoma City Thunder, en la liga venezolana de la mano de los Trotamundos de Carabobo y ha sido bronce con EE. UU. en los juegos Panamericanos de 2011 donde consiguió 7,8 puntos y 5,2 rebotes jugando una media de 23,2 minutos en los cinco encuentros disputados.
En 2012 el UCAM Murcia lo firma como sustituto natural para James Augustine una vez el americano decidió emprender una nueva aventura en el Khimki de Euroliga, el pívot norteamericano llega con el aval de lograr doble figuras en puntos y rebotes en la D-League, nada menos que 15 puntos y casi 13 rebotes por partido.
En noviembre de 2015 reforzó al club angoleño Recreativo do Libolo en la FIBA Africa Clubs Champions Cup, torneo que terminó con su equipo siendo subcampeón.

## Selección nacional
En 2011 integró la selección de Estados Unidos que obtuvo la medalla de bronce en los Juegos Panamericanos de 2011.